# Автономна църква
Автономна църква (от гръцки: αυτονομία – самозаконие) е термин в Православието, обозначаващ поместна църква, получила самостоятелност по отношение на вътрешното си управление от една или друга автокефална цъква, в състава на която автономната църква е влизала като екзархия или епархия. Главата на автономната църква се избира на поместен събор с последвашо утвърждаване от страна на патриарха на Църквата-майка.
В наши дни съществуват официално шест автономни църкви:
- Синайска православна църква зависима от Йерусалимска патриаршия.
- Финландска православна църква зависима от Вселенска патриаршия.
- Китайска православна църква зависима от Руската православна църква
- Японска православна църква зависима от Руска православна
църква
- Естонска православна църква зависима от Вселенска патриаршия.
- Корейска православна църква зависима от Вселенска патриаршия.